# بيتر بارنز (مصمم إضاءة)
بيتر بارنز (بالإنجليزية: Peter Barnes)‏ هو مصمم إضاءة بريطاني، ولد في 25 فبراير 1955.